# وونمی موساکو
وونمی موساکو (انگلیسی: Wunmi Mosaku؛ زادهٔ ۳۱ ژوئیهٔ ۱۹۸۶) یک هنرپیشه اهل نیجریه است.
از فیلم‌ها یا برنامه‌های تلویزیونی که وی در آن نقش داشته است می‌توان به رحم، ورا و ارگ اشاره کرد.